# Římskokatolická farnost Dobranov
Římskokatolická farnost Dobranov (lat. Doberna, něm. Dobern) je církevní správní jednotka sdružující římské katolíky na území vesnice Dobranov a v jejím okolí. Organizačně spadá do českolipského vikariátu, který je jedním z 10 vikariátů litoměřické diecéze. Centrem farnosti je kostel svatého Jiřího v Dobranově.

## Historie farnosti
Kostel v Dobranově byl postaven v roce 1379, a původně byl filiálkou českolipského děkanství (rejstříky papežských desátků z té doby uvádějí: "Lypa cum filia Dobranow"). Samostatná farnost zde byla zřízena v roce 1392.
V 16. století zde byla zásluhou faráře Valentina Frumwalda zřízena v Dobranově farní škola. V roce 1579 byl přestavěn kostel sv. Jiří. Ten byl dále přestavován v roce 1700, a pak ještě 1760. V roce 1853 byla postavena kaple sv. Anny ve Vítkově. V roce 1908 byla postavena kaple Panny Marie ve Vlčím Dole (později byla zbořena, a stavební materiál z ní byl použit při stavbě jakéhosi rodinného domku).
Ve 20. století přestala být farnost obsazována knězem a duchovní správu převzali kněží z České Lípy (augustiniáni z klášterní farnosti a diecézní kněží z děkanství). V budově bývalé fary byla zřízena Mateřská škola, která je v objektu dodnes.

### Duchovní správcové vedoucí farnost
Začátek působnosti jmenovaného v duchovní správě farnosti od:
- 1574-1624 Valentin Frumald (Frumwald)[4]
- 1671 Josephus Leuber, O. Praem.
- 1672 Joannes Franc. Frantz
- 1682 Vitus V. Sucub
- 1692 Michaël Aug. Engelmann
- 1703 Joannes Georgius Heindlsdal
- 1710 Antonius Dom. Bertold
- 1714 Wenceslaus Sommer
- 1721 Jacobus Leipert
- 1724 Ernestus Flixius
- 1741 Franciscus Jos. Groh
- 1744 Daniel Hladky
- 1748 Ferdinand. Schossig
- 1750 Joannes Tobias Krumpholz, n. Wernstadium
- 1758 Laurentius Joann. Nep. Knobloch, n. Neostadium, † 6. 8. 1770
- 1770 Franciscus Hülle
- 1773 Josephus Künstner
- 1783 Jos. Froelich
- 1792 Benno Benisch de Lauro, † 5. 3. 1820
- 1801 Ioann. Pemsl, n. 21. 9. 1765 Strausnitz, o. 19. 3. 1791, † 1. 9. 1852
- 1807 Jos. Kögler, n. 22. 5. 1774 Schoenbüchlens., o. 23. 11. 1798, † 28. 8. 1841
- 1810 Jos. Fischer, n. 21. 9. 1775 Micro-Mergenthaliens., o. 25. 8. 1801, † 17. 12. 1838
- 1840 par. vacat
- 1841 Joann. Hoefert, n. 16. 5. 1803 Sürbic., o. 3. 9. 1828, † 30. 6. 1846
- 1847 par. vacat, admin. Franc. Marschner
- 1848 Car. Hadrawa, n. 23. 2. 1798 Zwietlens., o. 24. 8. 1822
- 1851 Franc. Goerner, n. 15. 1. 1809 Bleiswedel, o. 28. 9. 1832, † 24. 10. 1883
- 1856 Franc. Marschner, n. 15. 12. 1812 Wolfsberg., o. 3. 8. 1837, † 2. 5. 1865
- 1866 Jos. Nittel, n. 24. 4. 1823 Lindenau, o. 4. 7. 1848, † 25. 3. 1893
- 1876 Vinc. Wünsch, n. 21. 4. 1827 Gablonz, o. 25. 7. 1852, † 15. 12. 1892
- 1880 par. vacat, admin. int. Josef Maria Liebich
- 1881 Josef Maria Liebich, n. 15. 5. 1839 Reichstadt, o. 29. 7. 1863, † 22. 2. 1908
- 1898 par. vacat, admin. int. Anton. Hauptmann
- 1899 Anton. Plocek, n. 9. 2. 1857 Vyhnánov, o. 17. 5. 1885, † 6. 1. 1938
- 1926 par. vacat admin. interc. Franc. Gerbl
- 1927 Wenc. Rösler, n. 20. 10. 1883 Polaun, o. 14. 7. 1907
- 1932 Franc. Gerbl, n. 9. 5. 1878 München, o. 18. 11. 1900
- 1. 7. 1932 Wenzel Köhler, n. 19. 2. 1899 Mickenhan, o. 1. 7. 1923, † 17. 10. 1952
- 20. 11. 1945 Bernardin Alois Sovadina, OFM Cap.
- 20. 9. 1946 Vít Václav Mareček, OSA
- 20. 2. 1948 Cyril Záruba
- 1. 7. 1957 Jan Surý, SDB
- 1. 2. 1958 Josef Jiran
- 1. 6. 1958 Rudolf Hevera
- 14. 5. 1960 Jan Surý, SDB
- 1. 7. 1969 Josef Ivan Peša, OSA
- 1. 1. 1993 Viliam Matějka, admin. exc. z České Lípy[5]

Kromě kněží stojících v čele farnosti, působili ve farnosti v průběhu její historie i jiní kněží. Většinou pracovali jako farní vikáři, kaplani, katecheté, výpomocní duchovní aj.

## Území farnosti
Do farnosti náleží území těchto obcí:
- Dobranov
- Písečná
- Starý Šidlov
- Vítkov u Dobranova
- Vlčí Důl

## Římskokatolické sakrální stavby na území farnosti
| | Fotografie | Stavba              | Místo              | Bohoslužby                      | Zeměpisné souřadnice             | Status       | Číslo kulturní památky           |
| Kostel | Kostel     | Kostel              | Kostel             | Kostel                          | Kostel                           | Kostel       | Kostel                           |
| --- | ---------- | ------------------- | ------------------ | ------------------------------- | -------------------------------- | ------------ | -------------------------------- |
| 1. |            | Kostel svatého Jiří | Dobranov           | bližší informace o bohoslužbách | 50°41′5″ s. š., 14°35′57″ v. d.  | farní kostel | 42112/5-2873 (Pk•MIS•Sez•Obr•WD) |
| Kaple |            |                     |                    |                                 |                                  |              |                                  |
| 2. |            | Kaple svaté Anny    | Vítkov u Dobranova | bližší informace o bohoslužbách | 50°40′13″ s. š., 14°36′30″ v. d. | kaple        | —                                |
| Některé drobné sakrální stavby a pamětihodnosti lze dohledat zde v databázi Drobné sakrální památky Zaniklé sakrální stavby lze dohledat zde v databázi Poškozené a zničené kostely, kaple a synagogy v České republice |            |                     |                    |                                 |                                  |              |                                  |

Ve farnosti se mohou nacházet i další drobné sakrální stavby, místa římskokatolického kultu a pamětihodnosti, které neobsahuje tato tabulka.

## Příslušnost k farnímu obvodu
Z důvodu efektivity duchovní správy byl vytvořen farní obvod (kolatura) farnosti – děkanství Česká Lípa – in urbe, jehož součástí je i farnost Dobranov, která je tak spravována excurrendo. Přehled těchto kolatur je v tabulce farních obvodů českolipského vikariátu.